# يوكي شيمادا
يوكي شيمادا (باليابانية: 島田 祐輝) (مواليد 18 نوفمبر 1986)، هو لاعب كرة قدم ياباني سابق كان يلعب كلاعب وسط.

## وصلات خارجية
- يوكي شيمادا على موقع رابطة كرة القدم اليابانية للمحترفين (اليابانية)
- يوكي شيمادا على موقع قاعدة بيانات كرة القدم.إي يو (الإنجليزية)
- يوكي شيمادا على موقع Soccerway.com (الإنجليزية)